# Diploprora
Diploprora é um género botânico pertencente à família das orquídeas (Orchidaceae).